# Jean Victor Marie Moreau
Jean Victor Marie Moreau (Morlaix, Bretaña, 4 de febrero de 1763 - Louny, Bohemia, 2 de septiembre de 1813) militar y político francés, general en jefe de los ejércitos de la Revolución del Norte y durante el Primer Imperio, del ejército del Rin y de Italia. A pesar de contribuir a su ascensión al poder, las discrepancias con las políticas de Napoleón le forzaron al exilio en los Estados Unidos y más tarde a Rusia convirtiéndose en asesor de los ejércitos de la Sexta Coalición. Murió como resultado de las heridas recibidas en la Batalla de Dresde. Fue nombrado Mariscal de Campo a título póstumo por el zar de Rusia y su esposa honrada con el título de maréchale (mariscala) por Luis XVIII. Moreau es uno de los nombres inscritos en el Arco de Triunfo, específicamente está en la columna 13.

## Salto a la fama
Moreau nació en Morlaix, en Bretaña. Su padre era un exitoso abogado quien, en lugar de permitir que Moreau ingresara al ejército, como este intentó hacer, insistió en que estudiara Derecho en la Universidad de Rennes. El joven Moreau no mostró ninguna inclinación por el derecho, pero se deleitó con la libertad que brindaba la vida estudiantil. En lugar de licenciarse, continuó viviendo con los estudiantes, alzándose como su líder, y los formó en una especie de ejército, que comandaba como su preboste. Al llegar el año 1789, dirigió a los estudiantes en los enfrentamientos que se producían en Rennes entre la joven nobleza y el pueblo.
En 1791, Moreau fue elegido teniente coronel de los voluntarios de Ille-et-Vilaine. Con ellos sirvió a las órdenes de Charles François Dumouriez, y en 1793 lo ordenado que demostraba ser su batallón, así como su propio carácter marcial y sus principios republicanos, le valieron el ascenso a general de brigada. Lazare Carnot ascendió a Moreau a general de división a principios de 1794, y le dio el mando del ala derecha del ejército a las órdenes de Jean-Charles Pichegru, en Flandes.
La batalla de Tourcoing de 1794 consolidó la fama militar de Moreau, y en 1795 se le dio el mando del Ejército del Rin y Mosela, con el que cruzó el Rin y avanzó hacia Alemania. Al principio tuvo un éxito total, obteniendo varias victorias y logrando penetrar hasta el río Isar, pero al final tuvo que retirarse ante el archiduque Carlos de Austria. Sin embargo, la destreza con la que llevó a cabo su retirada, la cual se empezó a considerar como un modelo para este tipo de operaciones, aumentó enormemente su propia reputación, pues consiguió traer consigo a más de 5.000 prisioneros.

## Intrigas

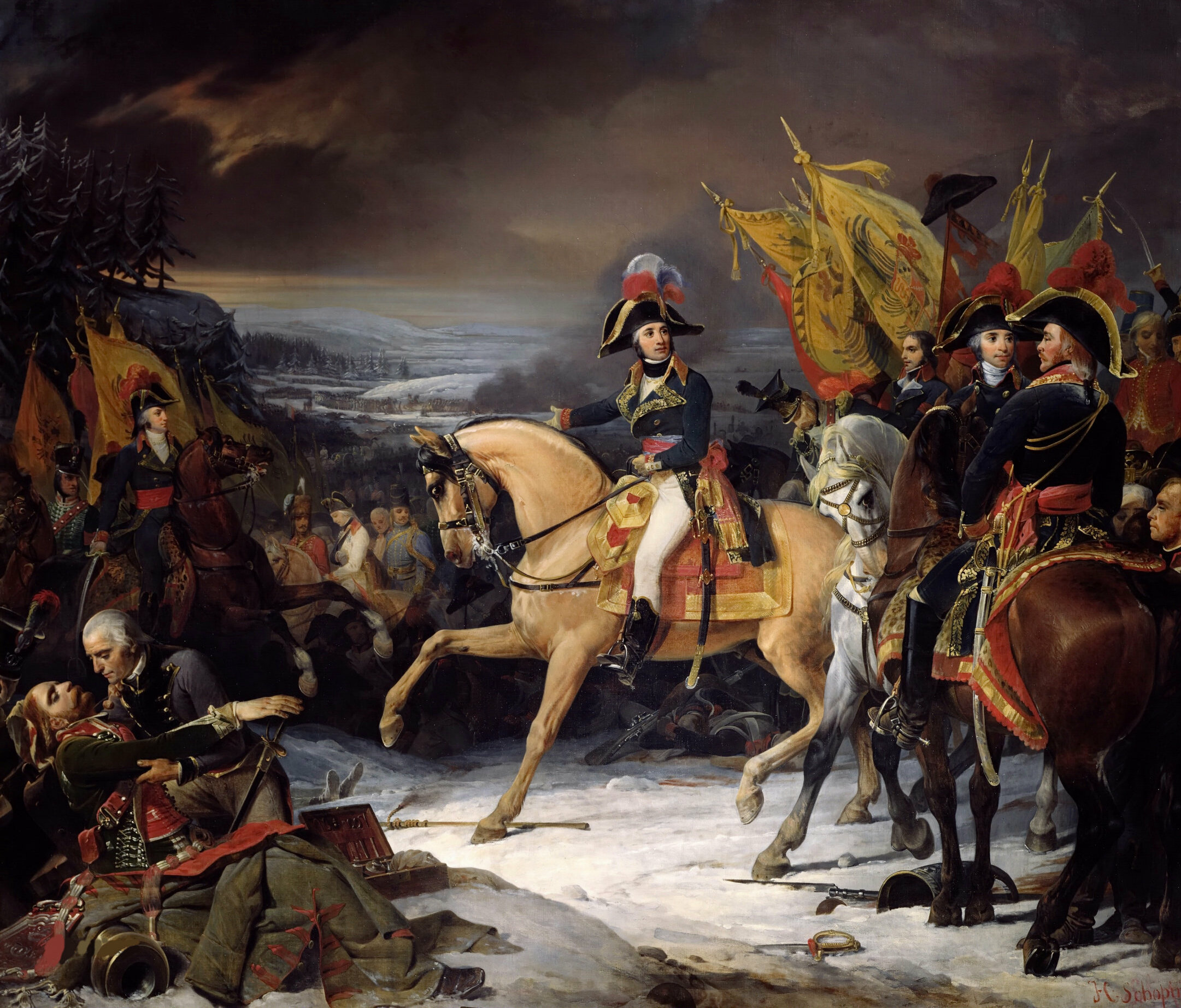
Moreau en la Batalla de Hohenlinden

En 1797, tras prolongadas dificultades causadas por la falta de fondos y material, volvió a cruzar el Rin, pero sus operaciones se vieron frenadas por la firma de un acuerdo preliminar entre Bonaparte y los austriacos, el cual fue conocido como la Paz de Leoben. Fue en este momento cuando encontró correspondencias entre su antiguo camarada y comandante Jean-Charles Pichegru y el Émigré Príncipe de Condé. En el pasado ya había actuado como defensor de Pichegru contra las imputaciones de deslealtad, y ahora, insensatamente, ocultó este descubrimiento, esto dio como resultado que desde entonces se sospechara de su complicidad. Resolvió finalmente enviar la correspondencia a París y emitir una proclama al ejército denunciando a Pichegru como traidor, sin embargo, era demasiado tarde para exculparse.
Moreau fue destituido, y sólo volvió a ser reincorporado en 1799, cuando la ausencia de Bonaparte y el victorioso avance del comandante ruso Aleksandr Suvorov hicieron necesaria la presencia de algún general experimentado en Italia. Comandó el Ejército de Italia, con poco éxito, durante un corto periodo de tiempo antes de ser nombrado al Ejército del Rin, y permaneció con Barthelemy Catherine Joubert, su sucesor en Italia, hasta que se libró y perdió la batalla de Novi. Joubert cayó en la batalla, y Moreau dirigió entonces la retirada del ejército hasta Génova, donde entregó el mando a Jean Étienne Championnet. Cuando Bonaparte regresó de la campaña francesa en Egipto y Siria, encontró a Moreau en París, quien se mostraba muy descontento con el gobierno del Directorio francés, por lo que participa en el Golpe de Estado del 18 de brumario, Moreau comandó la fuerza que confinó a dos de los directores en el Palacio de Luxemburgo.
En recompensa, Napoleón le dio de nuevo el mando del Ejército del Rin, con el que hizo retroceder a los austriacos desde el Rin hasta el Isar. A su regreso a París se casó con Eugénie Hulot, de 19 años, nacida en Mauricio y amiga de Joséphine de Beauharnais, una mujer ambiciosa que se impuso por completo sobre él. Tras pasar unas semanas con el ejército en Alemania y ganar la célebre batalla de Hohenlinden (3 de diciembre de 1800), se instaló para disfrutar de la fortuna que había adquirido durante sus campañas. Su esposa reunió a su alrededor a todos los descontentos con el engrandecimiento de Napoleón. Este "Club Moreau" molestó a Napoleón y animó a los monárquicos, pero Moreau, aunque no se negaba a convertirse en un dictador militar para restaurar la república, no participaría en una intriga para la restauración de Luis XVIII. Todo esto era bien conocido por Napoleón, que apresó a los conspiradores.

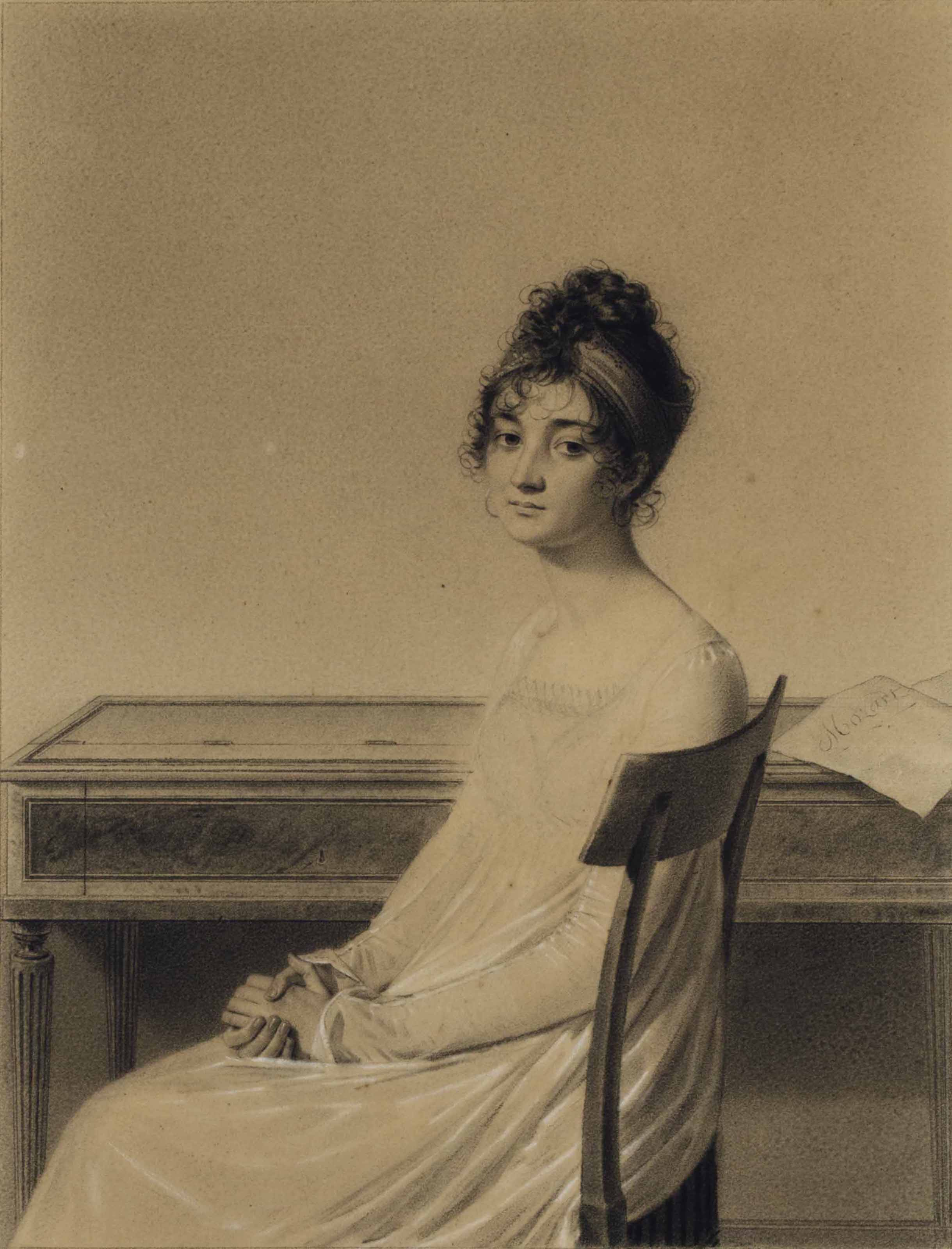
Eugénie Moreau (1781-1821)

La condena de Moreau sólo se consiguió gracias a una gran presión ejercida por Bonaparte sobre los jueces; y después de que se pronunciara, el primer cónsul lo trató con una pretensión de indulgencia, conmutando una pena de prisión por otra de destierro. En 1804, Moreau pasó por España y se embarcó hacia América.

## Destierro
Moreau llegó con su esposa a la ciudad de Nueva York en agosto de 1805. Fue recibido con entusiasmo en los Estados Unidos, y, rechazando todas las ofertas que buscaban su servicio, viajó durante algún tiempo por el país y se estableció en 1806 en Pensilvania, donde compró una villa que antes pertenecía a Robert Morris cerca del río Delaware en Morrisville, al otro lado del río de Trenton. Vivió allí hasta 1813, dividiendo su tiempo entre la pesca, la caza y las relaciones sociales. Su morada fue el refugio de todos los exiliados políticos, y los representantes de las potencias extranjeras trataron de inducirle a levantar la espada contra Napoleón. Al estallar la Guerra anglo-estadounidense de 1812, el presidente Madison le ofreció el mando de las tropas estadounidenses. Moreau estaba dispuesto a aceptar, pero tras conocer la noticia de la destrucción de la Grande Armée en Rusia en noviembre de 1812, decidió regresar a Europa.

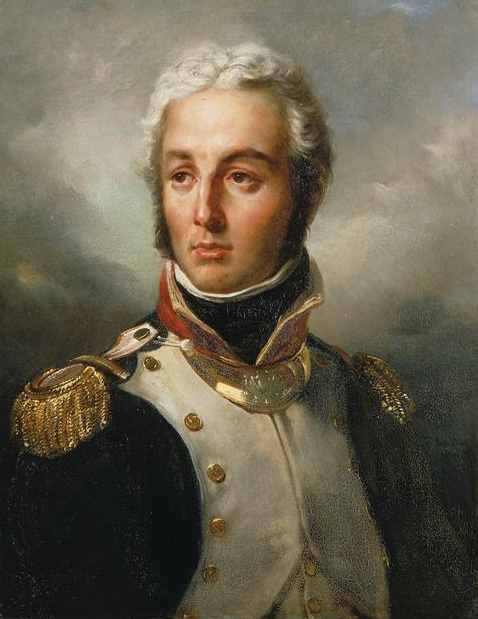
Retrato de Jean Victor Moreau

Moreau, probablemente instigado por su esposa, regresó a Europa y comenzó a negociar con un viejo amigo del círculo de intrigantes republicanos: el antiguo Jean-Baptiste Bernadotte, ahora príncipe heredero Carlos Juan de Suecia (más tarde rey Carlos XIV de Suecia). Carlos Juan y el zar Alejandro I de Rusia dirigían ahora, junto con los prusianos y los austriacos, un ejército contra Napoleón. Moreau, que deseaba ver a Napoleón derrotado e instalar un gobierno republicano, aconsejó a los líderes suecos y rusos sobre la mejor manera de derrotar a Francia. Moreau fue herido de muerte en la batalla de Dresde el 27 de agosto de 1813 mientras hablaba con el zar Alejandro y murió el 2 de septiembre en Louny. Anteriormente, el 17 de agosto de 1813, el zar había exigido el puesto de comandante supremo de los ejércitos aliados para sí mismo, con Moreau y Jomini como sus adjuntos, petición a la que se resistió con gran dificultad el ministro austriaco de Asuntos Exteriores, Klemens von Metternich, ya que el puesto ya había sido ofrecido y tomado por el mariscal de campo Carlos Felipe de Schwarzenberg. Después de que Moreau fuera abatido a su lado, el zar observó a Metternich: "Dios ha emitido su juicio. Era de su opinión".
Moreau fue enterrado en la iglesia católica de Santa Catalina de San Petersburgo. Su esposa recibió una pensión del zar, y Moreau recibió el rango de mariscal de Francia por parte de Luis XVIII, pero los bonapartistas destacaron su "deserción" y lo compararon con Dumouriez y Pichegru.

## Legado

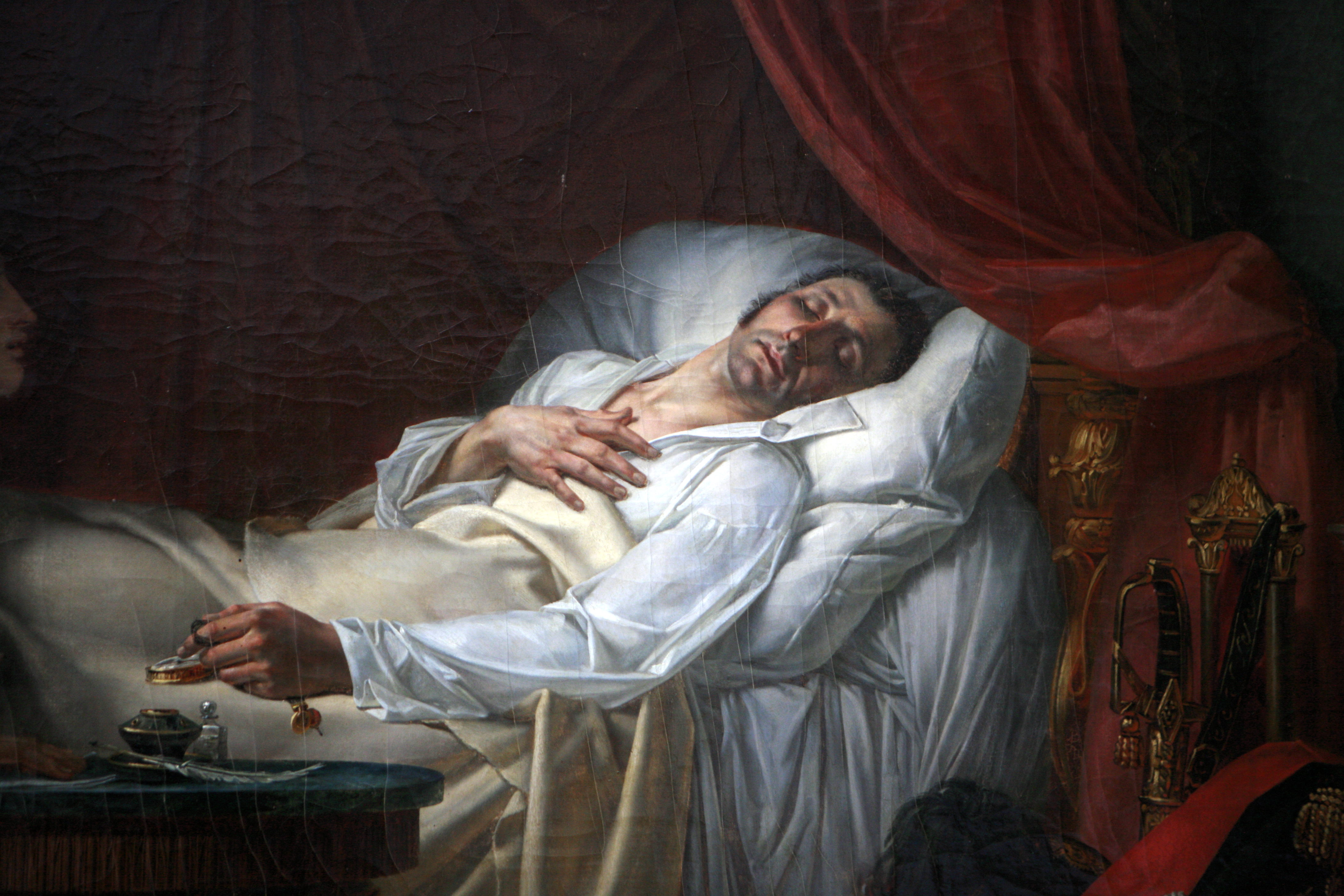
La mort du général Moreau, por Auguste Couder (detalle)

La fama de Moreau como general es muy alta, sus combinaciones eran hábiles y elaboradas, y mantenía la calma bajo presión. Moreau era un republicano sincero, aunque su propio padre fue guillotinado durante El Terror. Sus últimas palabras, "Soyez tranquilles, messieurs; c'est mon sort" ("Estén tranquilos, señores; éste es mi destino") sugieren que no lamentaba haber sido destituido de su equívoca posición como general en armas contra su propio país.
La ciudad de Moreau, en Nueva York, lleva su nombre.